# Новоселівська селищна рада (Краснолиманський район)
Новосе́лівська се́лищна ра́да — адміністративно-територіальна одиниця та орган місцевого самоврядування у Лиманському районі Донецької області. Адміністративний центр — селище міського типу Новоселівка.

## Загальні відомості
- Населення ради: 1 392 особи (станом на 1 січня 2011 року)

## Населені пункти
Селищній раді підпорядковані населені пункти:
- смт Новоселівка

## Склад ради
Рада складається з 16 депутатів та голови.
- Голова ради: Наконечний Павло Володимирович

### Керівний склад попередніх скликань
| Прізвище, ім'я, по батькові    | Основні відомості                                                              | Дата обрання | Дата звільнення |
| ------------------------------ | ------------------------------------------------------------------------------ | ------------ | --------------- |
| Малашенко Олександр Єгорович   | Селищний голова, 1954 року народження, член Партії регіонів                    | 26.03.2006   | 31.10.2010      |
| Наконечний Павло Володимирович | Селищний голова, 1956 року народження, освіта середня спеціальна, безпартійний | 31.10.2010   |                 |

Примітка: таблиця складена за даними сайту Верховної Ради України

### Депутати
За результатами місцевих виборів 2010 року депутатами ради стали:

#### За суб'єктами висування
| Суб'єкт висування | Кількість обраних депутатів | %   |
| ----------------- | --------------------------- | --- |
| Партія регіонів   | 16                          | 100 |

#### За округами
| № округу        | Прізвище, ім'я, по батькові     | Дата визнання обраним | Освіта             | Партійна приналежність | Відомості про обраного депутата                                         |
| --------------- | ------------------------------- | --------------------- | ------------------ | ---------------------- | ----------------------------------------------------------------------- |
| Партія регіонів |                                 |                       |                    |                        |                                                                         |
| 1               | Меделяєва Наталія Василівна     | 03.11.2010            | вища               | член Партії регіонів   | Новоселівська селищна рада, секретар                                    |
| 2               | Гниденко Сергій Іванович        | 03.11.2010            | вища               | позапартійний          | Новоселівська амбулаторія, водій                                        |
| 3               | Грицюта Любов Олександрівна     | 03.11.2010            | вища               | член Партії регіонів   | Новоселівська селищна рада, бухгалтер                                   |
| 4               | Гайдуков Дмитро Миколайович     | 03.11.2010            | вища               | член Партії регіонів   | Новоселівська загальноосвітня школа, вчитель                            |
| 5               | Труш Едуард Павлович            | 03.11.2010            | середня спеціальна | член Партії регіонів   | Дон.ж.д. ВОХР, провідник службових собак                                |
| 6               | Онищенко Наталія Іванівна       | 03.11.2010            | вища               | член Партії регіонів   | Новоселівська амбулаторія, фельдшер                                     |
| 7               | Безверха Лариса Миколаївна      | 03.11.2010            | вища               | член Партії регіонів   | Новоселівська амбулаторія, акушерка                                     |
| 8               | Барабаш Олександр Іванович      | 03.11.2010            | вища               | член Партії регіонів   | фермерському господарстві «Дєва»                                        |
| 9               | Баштовий Анатолій Іванович      | 03.11.2010            | вища               | член Партії регіонів   | турбазі «Авіатор» м. Святогірськ, сторож                                |
| 10              | Мацегора Віктор Миколайович     | 03.11.2010            | вища               | член Партії регіонів   | Новоселівська амбулаторія, стоматолог                                   |
| 11              | Телкова Ірина Володимирівна     | 03.11.2010            | вища               | позапартійна           | Дитячий оздоровчий табір «Смарагдове місто», машиніст по пранню білизни |
| 12              | Какадій Валентина Олександрівна | 03.11.2010            | вища               | член Партії регіонів   | пенсіонер                                                               |
| 13              | Фролов Володимир Васильович     | 03.11.2010            | середня            | член Партії регіонів   | санаторій «Святі гори» м. Святогірськ, завідувачка матеріального складу |
| 14              | Грибанова Наталія Віталіївна    | 03.11.2010            | середня спеціальна | член Партії регіонів   | Новоселівський дитячий садок, вихователь                                |
| 15              | Ракитянська Ірина Володимирівна | 03.11.2010            | середня спеціальна | член Партії регіонів   | Новоселівська амбулаторія, медична сестра                               |
| 16              | Тарусін Микола Васильович       | 03.11.2010            | середня спеціальна | член Партії регіонів   | підприємець                                                             |